# Twentysomething
A Twentysomething Jamie Cullum brit zenész harmadik albuma. Európában 2003. október 20-án, az Egyesült Államokban pedig 2004. májusában jelent meg. Az album 2,5 millió példányban kelt el világszerte. Ez lett a leggyorsabban eladott dzsesszalbum az eladási-listák történetében, melynek eredményeként Cullum 2003-ban az Egyesült Királyság legtöbbet albumot eladó dzsesszzenésze lett.

## Dalok
| UK version | UK version                       | UK version                       | UK version | UK version | UK version | UK version | UK version | UK version | UK version |
| #          | Cím                              | Szerző(k)                        | Hossz      |            |            |            |            |            |            |
| ---------- | -------------------------------- | -------------------------------- | ---------- | ---------- | ---------- | ---------- | ---------- | ---------- | ---------- |
| 1.         | What a Difference a Day Made     | Stanley Adams, María Grever      | 5:09       |            |            |            |            |            |            |
| 2.         | These Are the Days               | Ben Cullum                       | 3:21       |            |            |            |            |            |            |
| 3.         | Singin' in the Rain              | Arthur Freed, Nacio Herb Brown   | 4:07       |            |            |            |            |            |            |
| 4.         | Twentysomething                  | Jamie Cullum                     | 3:40       |            |            |            |            |            |            |
| 5.         | But for Now                      | Bob Dorough                      | 3:55       |            |            |            |            |            |            |
| 6.         | Old Devil Moon                   | Burton Lane, Yip Harburg         | 4:11       |            |            |            |            |            |            |
| 7.         | I Could Have Danced All Night    | Alan Jay Lerner, Frederick Loewe | 3:24       |            |            |            |            |            |            |
| 8.         | Blame It on My Youth             | Oscar Levant, Edward Heyman      | 3:10       |            |            |            |            |            |            |
| 9.         | I Get a Kick Out of You          | Cole Porter                      | 4:10       |            |            |            |            |            |            |
| 10.        | All at Sea                       | J. Cullum                        | 4:32       |            |            |            |            |            |            |
| 11.        | The Wind Cries Mary              | Jimi Hendrix                     | 3:36       |            |            |            |            |            |            |
| 12.        | Lover, You Should Have Come Over | Jeff Buckley                     | 4:48       |            |            |            |            |            |            |
| 13.        | It's About Time                  | B. Cullum                        | 4:07       |            |            |            |            |            |            |
| 14.        | Next Year Baby                   | J. Cullum                        | 4:58       |            |            |            |            |            |            |
| 57:08      |                                  |                                  |            |            |            |            |            |            |            |

| UK special edition bonus tracks | UK special edition bonus tracks         | UK special edition bonus tracks                                         | UK special edition bonus tracks | UK special edition bonus tracks | UK special edition bonus tracks | UK special edition bonus tracks | UK special edition bonus tracks | UK special edition bonus tracks | UK special edition bonus tracks |
| #                               | Cím                                     | Szerző(k)                                                               | Hossz                           |                                 |                                 |                                 |                                 |                                 |                                 |
| ------------------------------- | --------------------------------------- | ----------------------------------------------------------------------- | ------------------------------- | ------------------------------- | ------------------------------- | ------------------------------- | ------------------------------- | ------------------------------- | ------------------------------- |
| 15.                             | Everlasting Love (Single Version)       | Buzz Cason, Mac Gayden                                                  | 3:21                            |                                 |                                 |                                 |                                 |                                 |                                 |
| 16.                             | Frontin' (BBC Radio 1 Live Lounge Edit) | Pharrell Williams, Chad Hugo                                            | 3:59                            |                                 |                                 |                                 |                                 |                                 |                                 |
| 17.                             | Can't We Be Friends?                    | Paul James, Kay Swift                                                   | 3:34                            |                                 |                                 |                                 |                                 |                                 |                                 |
| 18.                             | High & Dry (South Bank Show)            | Colin Greenwood, Ed O'Brien, Jonny Greenwood, Philip Selway, Thom Yorke | 5:34                            |                                 |                                 |                                 |                                 |                                 |                                 |
| 73:36                           |                                         |                                                                         |                                 |                                 |                                 |                                 |                                 |                                 |                                 |

| US edition | US edition                       | US edition                                                  | US edition | US edition | US edition | US edition | US edition | US edition | US edition |
| #          | Cím                              | Szerző(k)                                                   | Hossz      |            |            |            |            |            |            |
| ---------- | -------------------------------- | ----------------------------------------------------------- | ---------- | ---------- | ---------- | ---------- | ---------- | ---------- | ---------- |
| 1.         | These Are the Days               | B. Cullum                                                   | 3:21       |            |            |            |            |            |            |
| 2.         | Twentysomething                  | J. Cullum                                                   | 3:40       |            |            |            |            |            |            |
| 3.         | The Wind Cries Mary              | J. Hendrix                                                  | 3:35       |            |            |            |            |            |            |
| 4.         | All at Sea                       | J. Cullum                                                   | 4:33       |            |            |            |            |            |            |
| 5.         | Lover, You Should Have Come Over | J. Buckley                                                  | 4:48       |            |            |            |            |            |            |
| 6.         | Singin' in the Rain              | A. Freed, N. Brown                                          | 4:07       |            |            |            |            |            |            |
| 7.         | I Get a Kick Out of You          | C. Porter                                                   | 4:10       |            |            |            |            |            |            |
| 8.         | Blame It on My Youth             | Levant, Heyman                                              | 3:11       |            |            |            |            |            |            |
| 9.         | High and Dry                     | C. Greenwood, E. O'Brien, J. Greenwood, T. Selway, M. Yorke | 4:18       |            |            |            |            |            |            |
| 10.        | It's About Time                  | B. Cullum                                                   | 4:06       |            |            |            |            |            |            |
| 11.        | But for Now                      | B. Dorough                                                  | 3:55       |            |            |            |            |            |            |
| 12.        | I Could Have Danced All Night    | A. J. Lerner, F. Loewe                                      | 3:24       |            |            |            |            |            |            |
| 13.        | Next Year, Baby                  | J. Cullum                                                   | 4:48       |            |            |            |            |            |            |
| 14.        | What a Difference a Day Made     | S. Adams, M. Grever                                         | 5:08       |            |            |            |            |            |            |
| 15.        | Frontin'                         | Williams, Hugo; arranged by Jamie Cullum Trio               | 5:49       |            |            |            |            |            |            |
| 62:53      |                                  |                                                             |            |            |            |            |            |            |            |